# Boone County (Arkansas)
Das Boone County ist ein County im US-Bundesstaat Arkansas. Der Verwaltungssitz (County Seat) ist Harrison. Das County gehört zu den Dry Countys, was bedeutet, dass der Verkauf von Alkohol eingeschränkt oder verboten ist.

## Geographie
Das County liegt im äußersten Norden von Arkansas, grenzt im Norden an Missouri und hat eine Fläche von 1559 Quadratkilometern, wovon 28 Quadratkilometer Wasserflächen sind. Es grenzt an folgende Countys:
|                | Taney County (Missouri) |               |
| Carroll County |                         | Marion County |
|                | Newton County           | Searcy County |

## Geschichte

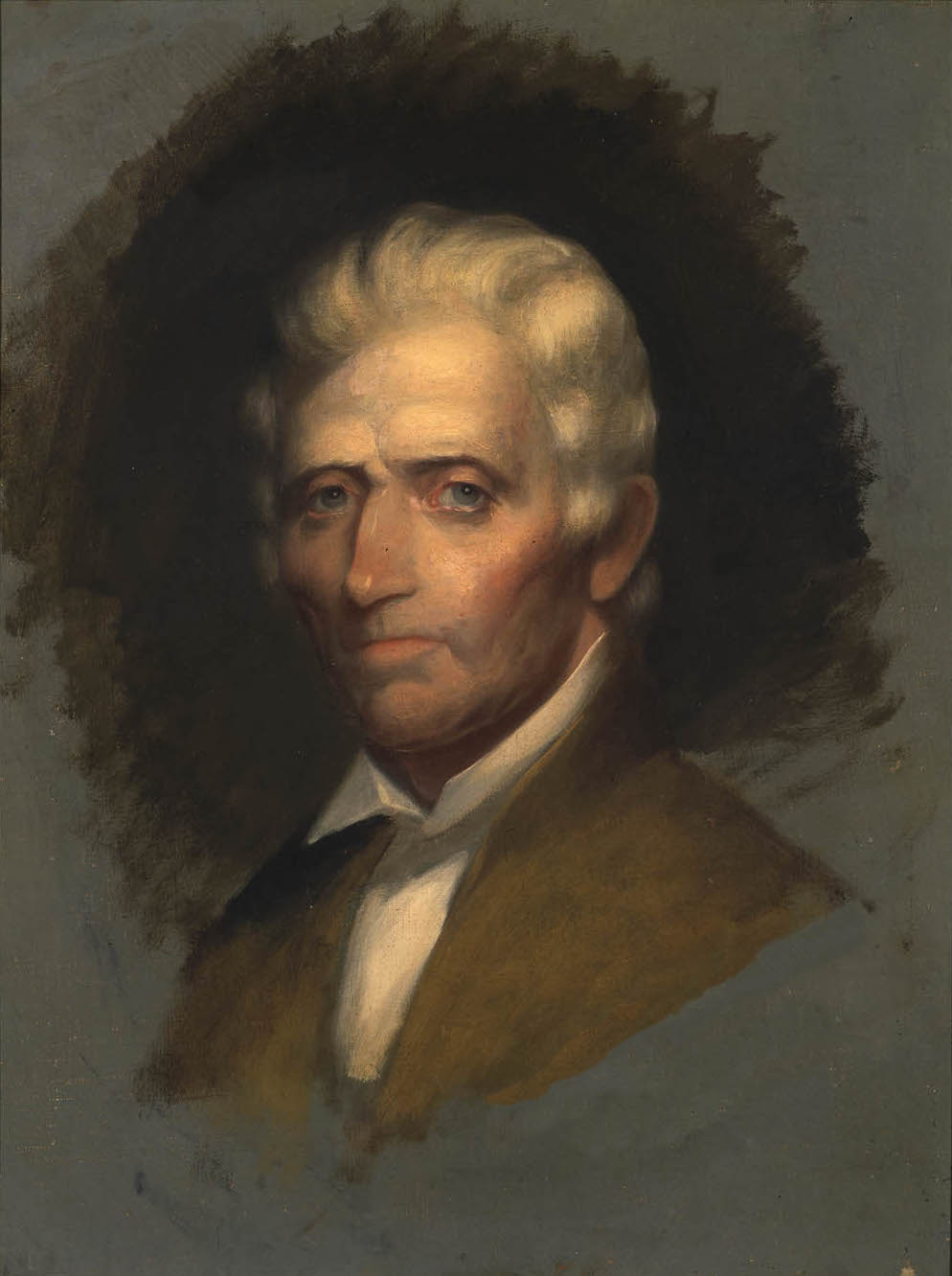
D. Boone

Das Boone County wurde am 9. April 1869 aus Teilen des Carroll County und des Madison County als 63. County und eines der ersten nach dem Sezessionskrieg gebildet. Benannt wurde es nach Daniel Boone, einem US-amerikanischen Pionier und Grenzer, der den so genannten Wilderness Trail erschloss und die Stadt Boonesborough in Kentucky gründete.

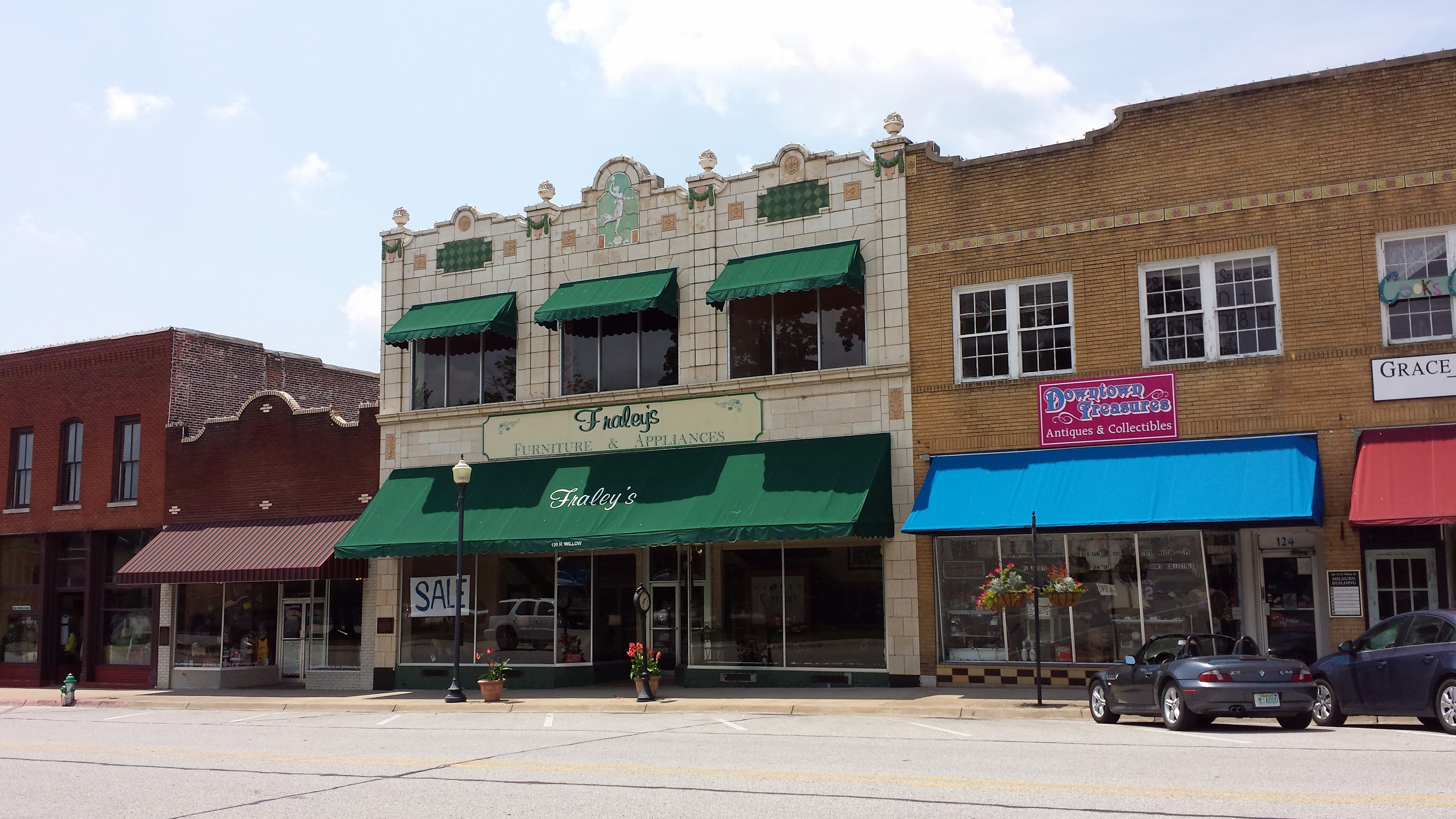
Straßenzug im Harrison Courthouse Square Historic District (2014). Dieser Historic District ist seit Mai 1999 im NRHP eingetragen.

20 Bauwerke und historische Bezirke (Historic Districts) des Countys sind im National Register of Historic Places („Nationales Verzeichnis historischer Orte“; NRHP) eingetragen (Stand 8. Februar 2022), darunter das Boone County Courthouse, der Harrison Courthouse Square Historic District und das Hotel Seville.

## Demografische Daten
Nach der Volkszählung im Jahr 2000 lebten im Boone County 33.948 Menschen. Davon wohnten 600 Personen in Sammelunterkünften, die anderen Einwohner lebten in 13.851 Haushalten und 9.861 Familien. Die Bevölkerungsdichte betrug 22 Einwohner pro Quadratkilometer. Ethnisch betrachtet setzte sich die Bevölkerung zusammen aus 97,60 Prozent Weißen, 0,11 Prozent Afroamerikanern, 0,71 Prozent amerikanischen Ureinwohnern, 0,32 Prozent Asiaten, 0,02 Prozent Bewohnern aus dem pazifischen Inselraum und 0,34 Prozent aus anderen ethnischen Gruppen; 0,90 Prozent stammen von zwei oder mehr Ethnien ab. Unabhängig von der ethnischen Zugehörigkeit waren 1,06 Prozent der Bevölkerung spanischer oder lateinamerikanischer Abstammung.
Von den 13.851 Haushalten hatten 30,7 Prozent Kinder oder Jugendliche im Alter unter 18 Jahre, die mit ihnen zusammen lebten. 59,5 Prozent waren verheiratete, zusammenlebende Paare, 8,8 Prozent waren allein erziehende Mütter, 28,8 Prozent waren keine Familien. 25,6 Prozent aller Haushalte waren Singlehaushalte und in 11,2 Prozent lebten Menschen im Alter von 65 Jahren oder darüber. Die Durchschnittshaushaltsgröße lag bei 2,41 und die durchschnittliche Familiengröße bei 2,88 Personen.
23,9 Prozent der Bevölkerung waren unter 18 Jahre alt, 8,2 Prozent zwischen 18 und 24, 26,5 Prozent zwischen 25 und 44, 24,7 Prozent zwischen 45 und 64 und 16,7 Prozent waren 65 Jahre oder älter. Das Durchschnittsalter betrug 39 Jahre. Auf 100 weibliche kamen statistisch 93,1 männliche Personen und auf 100 Frauen im Alter von 18 Jahren und darüber kamen durchschnittlich 89,7 Männer.
Das jährliche Durchschnittseinkommen eines Haushalts betrug 29.988 USD, das Durchschnittseinkommen der Familien 34.974 USD. Männer hatten ein Durchschnittseinkommen von 27.114 USD, Frauen 19.229 USD. Das Prokopfeinkommen betrug 16.175 USD. 10,7 Prozent der Familien und 14,8 Prozent der Einwohner lebten unterhalb der Armutsgrenze.

## Orte im Boone County
Citys
- Diamond City
- Harrison

Towns
| - Alpena1 - Bellefonte - Bergman | - Everton - Lead Hill - Omaha | - South Lead Hill - Valley Springs - Zinc |

1 – teilweise im Carroll County

weitere Orte
- Batavia
- Bear Creek Springs
- Bellville
- Boone
- Burlington
- Capps
- Crawford
- Crest
- Cricket
- Dugger
- Elmwood
- Francis
- Grubb Springs
- Harmon
- Hopewell
- Keener
- Lick Branch
- Little Arkansaw
- Lowry
- New Hope
- Olvey
- Pleasant Ridge
- Prosperity
- Rally Hill
- Red Bank
- Ridgeway
- Self
- Sycamore
- Willis
- Winington
- Wooden Hills

Townships
- Batavia Township
- Bellefonte Township
- Blythe Township
- Bryan Township
- Carrollton Township
- Elixir Township
- Ewing Township
- Gaither Township
- Jackson Township
- Jefferson Township
- Lee Township
- Long Creek Township
- North Harrison Township
- Olvey Township
- Omaha Township
- Prairie Township
- South Harrison Township
- Sugar Loaf Township
- Summit Township
- Zinc Township